# Laserska tonzilotomija
Laserska tonzilotomija ili laserska lakunotomija je beskrvna, bezbolna, metoda smanjenje nepčanih krajnika (tonzila), a ne potpuno odstranjenje krajnika, koje se zove tonzilektomija. Izvodi se pomoću lasera ambulantno ili pod lokalnom ili opštom anestezijom u jednom ili više ponovljenih postupaka. Spada u jednu od metoda laserske hirurgije, koja ima više prednosti u odnosu na klasičnu operaciju — jer osim što čuva tkivo važno za razvoj imunskog sistema organizma, ima manji rizik od krvarenja i pojavu bola, nego nakon klasične tonzilektomije. Iz tog razloga mnogi pedijatri i otorinolaringolozi preporučuju da se kod sve dece mlađe od 6 godina prednost daje tonzilotomiji u odnosu na tonzilektomiju.
Uobičajeno za za tonzilotomiju se koristi laser sa ugljen-dioksidom, kojim se prelazi preko svakog krajnika 8—10 puta, a cela procedura traje oko 20 minuta. 

## Terminologija
Tonzilektomija (lakunektomija) — je operacija krajnika koja se vrši u opštoj anesteziji tako da se povećani krajnici izljušte iz svog ležišta unutar nepčanih lukova uz pomoć hladnih instrumenata, lasera, radiofrekvencijom, ultrazvukom ili mikrodebriderom.
Tonzilotomija (lakunotomija) — je beskrvna metoda smanjenje krajnika, a ne potpuno odstranjenje krajnika, koja se vrši pomoću lasera.

## Indikacije
Tonzilotomija laserom obavlja se u cilju lečenja:
- Čestih infekcije ili zapaljenja krajnika (tonzilitisa), kada pacijent boluje od gnojne angine pet i više puta unutar 2 godine.
- Pratećih poremećaja spavanja, hrkanja, otežanog disanja i drugih bolesti krajnika
- Povišene telesne temperature i povećanih limfni čvorovi, ako kvalitetno provedena antibiotska terapija nije dala rezultata.
- Komplikacija angine kao što su peritonzilarni apsces, flegmona, tuberkuloza.
- Suspektnog tumor krajnika, kad operacija krajnika omogućuje postavljanje dijagnoze i ujedno terapiju.[1]

## Dobre i loše strane intervencije
Dobre strane
- Lečenje hroničnog tonzilitisa hirurškim laserom (tonzilotomija) više nije konzervativno lečenje, jer su krajnici visoko energizovani laserskim zračenjem i tkivo tonzile se delimični uklanja (na latinskom - "tomia"), a ne sasvim radikalno ili potpuno (na latinskom - "ektomija"), jer krajnici ostaju.
- U isto vreme nakon laserske procedure ne stvara se ožiljak.
- Laserska lakunotomija ili tonzilotomija je bezkrvna, bezbolna, jedna od retkih operacija, koja se izvodi ambulantno, pod lokalnom anestezija.
- Laser izgara i delimično proširuje praznine, i površinski ispravlja tkivo krajnika.
- Rezultat lečenja je smanjenje učestalosti egzacerbacija hroničnog tonzilitisa i akutnih respiratornih bolesti, smanjenje veličine krajnika i submandibularnih limfni čvorovi, eliminacija lošeg zadah. U isto vreme nepčanih krajnici nastavljaju da obavljaju svoje funkcije.
- Kako se ponekad dešava da nakon uklanjanja krajnika klasičnom tonzilektomijom ostaju neotkriveni fragmenti krajnika, koji u narednom periodu mogu da izazivaju bolove i česte upale, tada se hirurški laser može koristi za uklanjanje ostatka krajnika, brzo, bezkrvno i bezbolno.[1]

Loše strane
- Zbog čestih zahteva za višestrukim sesijama, ovaj tretman može biti skuplji od jedne sesije klasične tonzilektomije.
- Pre intervencije potreban je određen stepen usaglašenosti sa pacijentom, jer postoji rizik od pomeranja glave tokom postupka što ga čini neprikladnim za malu decu i anksiozne osobe.[3]

## Spoljašnje veze
|  | Molimo Vas, obratite pažnju na važno upozorenje u vezi sa temama iz oblasti medicine (zdravlja). |